# Лідія Куліш
Лідія Куліш (нар. 2 травня 1992) — боснійська футбольна нападниця, яка виступає за італійський клуб "Мілан. Раніше вона грала за німецьку команду «Потсдам».

## Біографія
Лідія Куліш народилась 2 травня 1992 року. Почала грати у футбол у сім років. У 2007 році вона прийшла в боснійський топ-клуб SFK 2000 Сараєво, з яким була чотири рази чемпіонкою та чотири рази володарем кубків. За збірну U-19 Боснії вона забила 18 голів у дванадцяти іграх. 17 вересня 2011 року вона вперше зіграла у складі збірної Боснії і Герцеговини в кваліфікації до чемпіонату Європи 2013. У перемозі в Македонії з рахунком 6: 2 Куліш забила чотири гола.
У 2008 році, у 16 років, вона була визнана жінкою-гравцем року в Idol Nacije.

## Футбольна кар'єра
У 2008 році Лідія пройшла пробну підготовку в німецьких клубах VfL Wolfsburg та 1. FFC Frankfurt. Але їй було лише 16 років, тому тільки в 2011 році вона переїхала до Німеччини 1. FFC Turbine Potsdam, де вона спочатку грала у другій команді. У перемозі 15-1 над "Меллендорфер ТВ" 9 жовтня 2011 року вона забила  шість голів. 11 грудня 2011 року вона дебютувала у першому дивізіоні в гостьовій перемозі з рахунком 7: 0 у 1. ФК «Локомотив Лейпциг». З другою командою Турбін вона стала чемпіоном 2-ї північної Бундесліги в 2012 році і була другим найкращим бомбардиром ліги з 22 голами сезону. Влітку 2018 року Лідія Куліш, після 7 років перебування в Потсдамі, перейшла в Глазго-Сіті LFC. У липні 2018 року Куліш підписала контракт з чемпіоном Шотландії Глазго-Сіті. 